# Caramanta
Caramanta es un municipio de Antioquia, localizado en la subregión Suroeste del departamento de Antioquia. Limita por el norte con el municipio de Valparaíso, por el este y el sur con el departamento de Caldas, y por el oeste con el departamento de Caldas y con el municipio de Támesis. Caramanta dista 118 kilómetros de la ciudad de Medellín, capital de Antioquia. Posee una extensión de 82 kilómetros cuadrados. 

## Toponimia
El origen del nombre Caramanta no está muy claro. Hay registros provenientes del siglo XVI que relatan cómo las huestes conquistadoras de España nombraron de este modo al paraje donde hoy está asentado el municipio antioqueño de La Pintada. En esas lejanas fechas existió allí una zona importante denominada "El Paso de Caramanta". Esta expresión, Caramanta, al parecer, fue tomada de otro poblado que fue destruido, y el nombre Caramanta provendría según esto de la palabra indígena "Karamanta", que significa “gallinazo blanco”. 
Otro nombre antiguo que recibió el municipio fue el de Sepulturas, debido a la gran cantidad de tumbas indígenas que allí se encontraron.
Entre los apelativos que se le han asignado a esta población encontramos "Capital de la Ruana", "Mirador de Antioquia" y "Cuna de la Solidaridad".

## Historia
En un principio las tierras de Caramanta se conocían con el nombre de Sepulturas, por la cantidad de guacas y vestigios indígenas que se encontraron en la zona. 
En general, hoy día se considera a Gabriel Echeverri como uno de los fundadores, quien en 1842 decretó la erección de la Nueva Caramanta según volveremos a recordar más adelante. Estas tierras fueron un corredor para comunicar al departamento con sus vecinos del departamento de Caldas y con el sur del país, y aún se conserva allí la arquitectura típica del suroeste antioqueño.
La fundación oficial del municipio fue llevada a cabo por Echeverri y Juan Santamaría el 2 de mayo de 1825. Un grupo mayor de ciudadanos paisas residentes de Medellín solicitó al entonces gobernador Francisco Urdaneta la venta de esas tierras a otras gentes. Además de Echeverri y Santamaría, entre otros compradores figuraron Alejo Santamaría, Juan Uribe Mondragón, Isidoro Barrientos, José María Campuzano, Félix Mejía, Carlos Escobar, Evaristo Pinillos, José Antonio Mejía Sierra, Juan Pablo Sañudo, Luis de Latorre y Braulio Mejía.
Estos compradores consiguieron en 1835 la titulación a sus nombres de 160.496 fanegadas a razón de un peso moneda colombiana de ese entonces por fanegada. Fueron pagadas con bonos de la guerra de Independencia y estos dueños comenzaron inmediatamente a colonizar sus posesiones. 
Inicialmente, la nueva población quedó administrativamente bajo el distrito parroquial de Fredonia. No mucho después, el caserío había aumentado su población, y Echeverri era gobernador de Antioquia. Los caramanteños solicitaron al gobernador la elevación del pueblo a la categoría de distrito, lo que Echeverri concedió el 8 de febrero de 1842. A resultas de estos hechos se considera entonces esa fecha como la correspondiente a la fundación oficial de Caramanta, y a sus fundadores Echeverri y Santamaría.
Actualmente, Caramanta continúa siendo un hermoso pueblo en el que pareciera que el tiempo se hubiera detenido. Su arquitectura, perfectamente conservada, nos habla de los años de la colonización antioqueña. Hace algún tiempo, la vía que conectaba a Antioquia con el Eje cafetero pasaba por él pero quizá por fortuna el municipio se libró de este tráfico. 
Espectaculares son sus cascadas y la belleza de sus caminos. Es el pueblo de la ruana, de la tierra fría del viejo arriero para visitar y recordar en el Suroeste.

## División Político-Administrativa
Además de su Cabecera municipal. Caramanta tiene bajo su jurisdicción los siguientes corregimientos (de acuerdo a la Gerencia departamental):
- Alegrías
- Barro Blanco
- Sucre

## Geografía

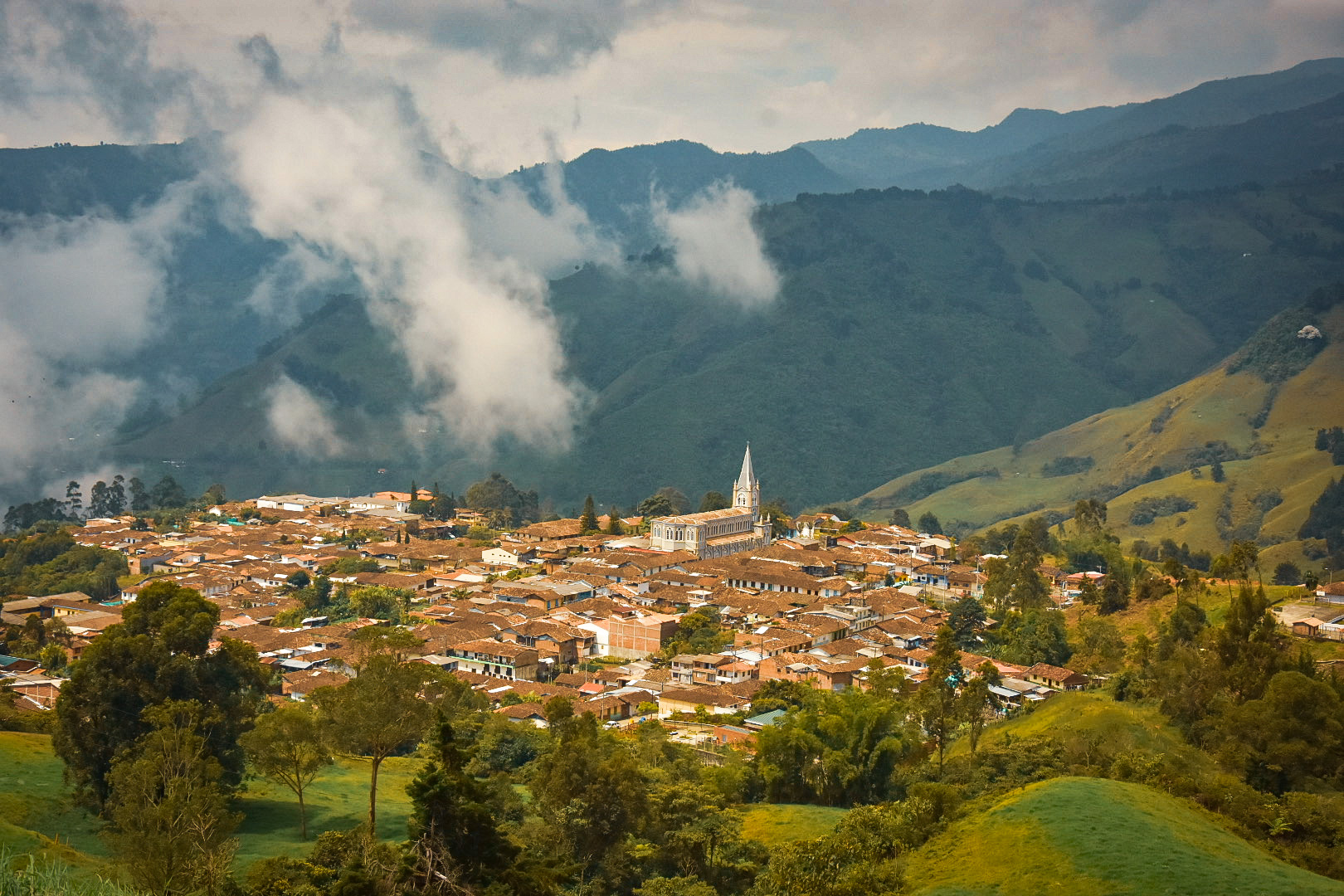
Panorámica de Caramanta, Antioquia (2020).

Caramanta está conformado por 3 corregimientos: . Tiene también 21 veredas, entre ellas: Conde, Cañas, La Sierra, La Cascada, Palmichal, La Guaira, La Frisolera, Yarumalito, Peladeros y Olivares.
Este pueblo se singulariza por su altitud, una situación única en su género si se compara con poblaciones paisas que también fueron construidas en los parajes altos de la montaña. Obviamente era más fácil el abastecimiento de los poblados en zonas de ribera o bajas.
Caramanta fue, en aquellos días y durante muchos años, paso obligado de los viajes entre el centro de Antioquia y el sur del país, cuando sin duda hubiera sido mucho más fácil evadir esa alta montaña y construir los caminos por las regiones planas de la vega del río Cauca tal como las carreteras están hechas hoy día. 
Hoy pues ya no hay necesidad de la terrible subida a Caramanta para viajar al sur desde el norte del país o desde el centro de Antioquia.
Particularmente, el apelativo de "Mirador de Antioquia" lo tiene muy merecido Caramanta, pues el municipio es un verdadero balcón sobre la región norte del departamento de Caldas. De ahí que el paisajismo que nos ofrece la ciudad de Caramanta sea uno de sus mejores atractivos. Desde sus diferentes cerros como el cerro de Caramanta (que además es área de investigaciones arqueológicas), el Alto de los Compadres (parque ecoturístico) y el cerro Poleal se pueden divisar diferentes poblaciones de la zona, incluida la ciudad de Manizales y, si se cuenta con suerte climática, el Nevado del Ruiz. Otro atractivo natural de la población es La Cascada.
Desde la plaza principal en días de verano se pueden apreciar también los nevados del Cisne y Santa Isabel. También, al recorrer la carretera que conduce al municipio de Supía en el departamento de Caldas, se puede admirar el monumento a la Virgen del Carmen y una bella cascada que por su belleza natural atrae mucho turismo.

## Demografía
Población total: 4 743 hab. (2018)
- Población urbana: 2 190
- Población rural: 2 553

Alfabetismo: 87.8% (2005)
- Zona urbana: 90.5%
- Zona rural: 85.4%

### Etnografía
Según las cifras presentadas por el DANE del censo 2005, la composición etnográfica del municipio es: 
- Mestizos y blancos (99,7%)
- Afrocolombianos (0,3%)

## Economía
La principal industria en el municipio es la producción de café y panela y otras actividades económicas destacadas son la agricultura, la ganadería, así como el comercio.
La agricultura se destaca actualmente con el café y el plátano, pero también se produce papa, maíz, fríjoles, yuca, arracacha y cabuya.
El turismo se proyecta como una de las entradas futuras para el municipio.

## Cultura

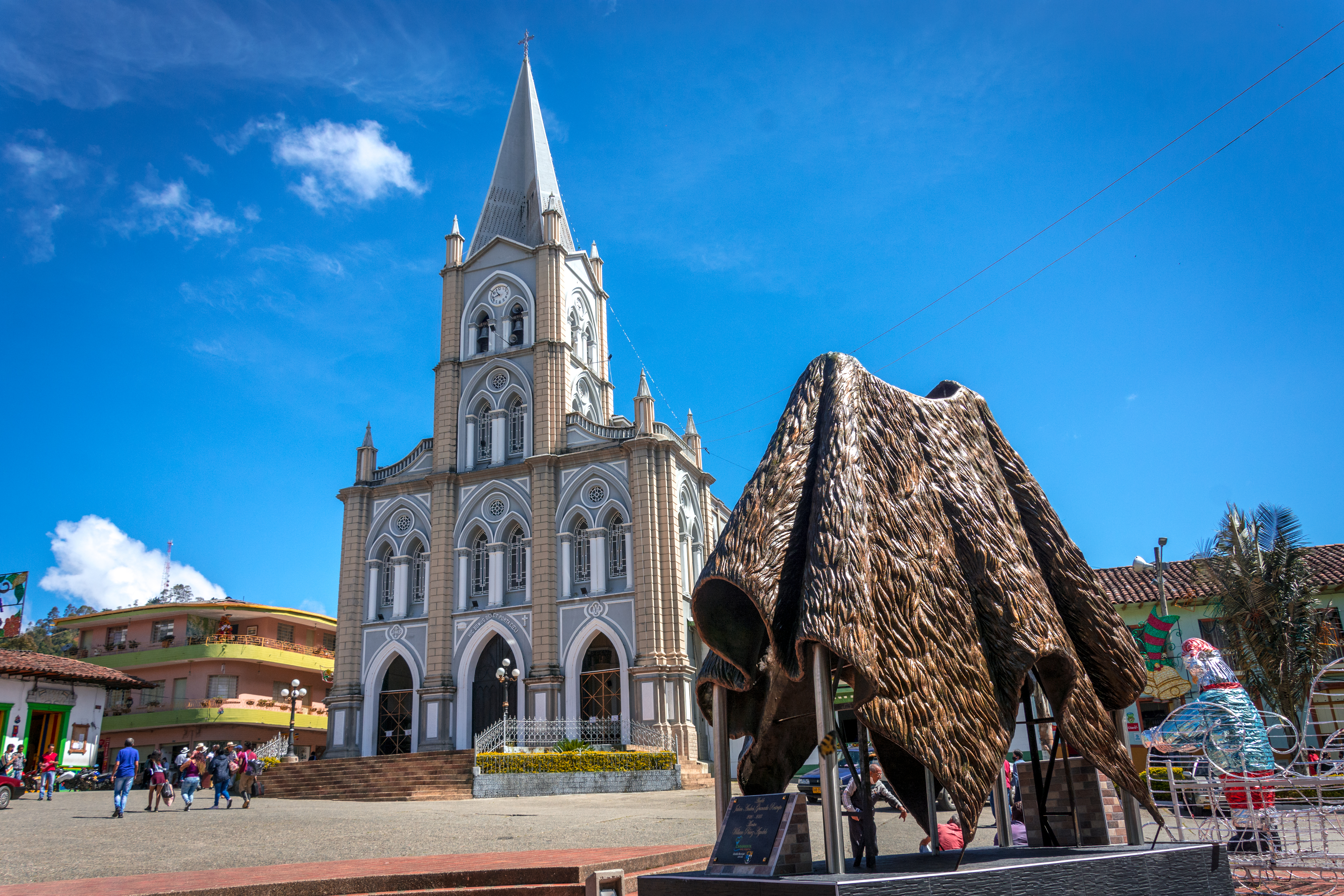
La iglesia de la Inmaculada Concepción y el Monumento a la Ruana por William Peláez, Caramanta.

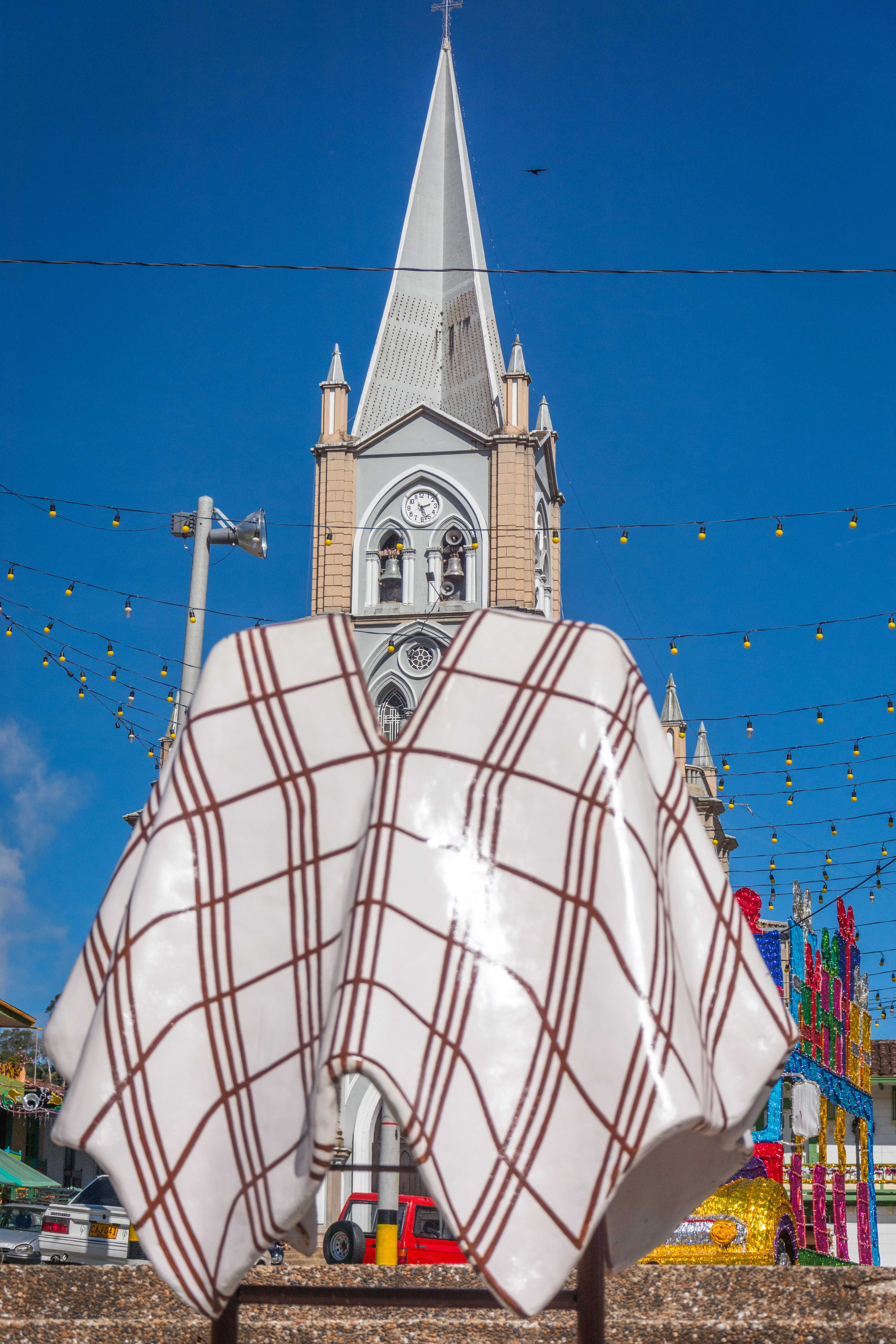
Ruana para la foto del recuerdo en Caramanta.

Sus vecinos suelen llamar al poblado "Capital de la Ruana", apelativo que el pueblo disfruta. Este ropaje, La Ruana, ampliamente popular en muchas regiones de América Latina en tierras frías, y hermano mayor del “poncho”, utilizado en las tierras calientes, en Caramanta ha acumulado una gran significación. 
En efecto, no sólo se usa allí para protegerse de los 16° centígrados promedios de temperatura, sino que La Ruana se convierte en una aliada incondicional en el juego y en los amores furtivos. Precisamente uno de los personajes de mayor arraigo popular en Caramanta es el “Ruanetas”, individuo mítico en la cultura popular del susto y los espantos, vestido de Ruana. 
El sentido de pertenencia de los caramanteños para con La Ruana es tal, que el Concejo municipal creó en 1961 la Orden de Caballeros de la Ruana, la cual distingue a los hijos más destacados de esta localidad.

### Gastronomía
- Sancocho de gallina
- Mazamorra antioqueña con jalea de pata de res
- El Pichirrichi, bebida para matar el guayabo
- Luisas (dulce tradicional).

### Fiestas
- Fiestas de la Ruana, del 4 al 8 de diciembre, fiesta emblemática del municipio
- Festival municipal e Intermunicipal de la Canción, en noviembre
- Fiestas patronales de la Inmaculada Concepción, noviembre a diciembre
- Encuentro Nacional de Cuentos, Mitos y Leyendas, primera semana de diciembre
- Recreando nuestra Cultura, 3 días cualquier época del año.

### Patrimonio artístico histórico y destinos ecológicos
El municipio en sí, debido a su arquitectura antioqueña típica, con un desarrollo propio de Antioquia y su gente que no conservó la arquitectura española sino que, por el contrario, presentó a la historia de Colombia una nueva propuesta urbanística.
- Cascadas El Rilero y Río Arquía
- Cerro de Caramanta, área de investigaciones arqueológicas
- Sendero Camino a Conde.
- Iglesia de la Inmaculada Concepción; su construcción se realizó entre 1919 y 1934
- Capilla de La Milagrosa